# أم العمد (سلمية)
أم العمد قرية في منطقة سلمية التابعة لمحافظة حماة في سورية. تتوسط ريف سلمية. سميت بـ أم العمد لوجود أعمدة من الحجر البازلتي وبأشكال متعددة نقش عليها الصليب وأنواع من الزهور. بلغ عدد سكانها 2277 نسمة. فيها 3 مدارس واحده ابتدائيه و اعداديه وثانويه، تعد مركزاً ادارياً للقرى المحيطه بها مثل تلحسن باشا و قب الهات و الساعتيه ..تشتهر بزراعة الزيتون والقمح والشعير وبعض المحاصيل الزراعيه الاخرى .. يوجد فيا فرقة لحزب البعث العربي الاشتراكي امين الفرقة أحمد الغانم .
يوجد فيها تل حانا ..